# Kościół ewangelicki w Wiśle Malince
Kościół ewangelicki w Wiśle Malince – kościół ewangelicko-augsburski w Wiśle Malince, w województwie śląskim w Polsce. Należy do parafii ewangelicko-augsburskiej w Wiśle Malince.

## Historia
Pierwotnie ewangelicy z Malinki uczęszczali na nabożeństwa do Kościoła w Wiśle Centrum, a godziny biblijne odbywały się w domach.
Z inicjatywy proboszcza parafii w Wiśle oraz miejscowych zborowników, na zebraniu Rady Kościelnej 26 lipca 1953 r. postanowiono o budowy kościoła w Malince. Budowę rozpoczęto w 1954 r. na działce ofiarowanej przez Andrzeja Sikorę. Sprawami organizacyjnymi i prowadzeniem prac zajmował się komitet budowy kościoła, powołany przez radę parafialną, a środki pieniężne pochodziły ze składek wiślańskich parafian.
Kościół został poświęcony przez ks. biskupa Karola Kotulę z towarzyszeniem księży Wiktora Niemczyka, Andrzeja Wantuły i proboszcza Adolfa Franka.
W latach 1985–1989 dobudowano dom parafialny, a wnętrze kościoła było kilkukrotnie remontowane i przebudowywane.
1 stycznia 1995 r. kościół stał siedzibą samodzielnej parafii ewangelicko-augsburskiej w Wiśle Malince. Od 5 września 2021 nabożeństwa i inne spotkania parafialne zostały przeniesione do nowo wybudowanego Centrum Parafialnego Malinka, położonego naprzeciwko dotychczasowego kościoła.